# Emem Isong
Emem Isong es una guionista, productora y directora nigeriana. Se ha dado a conocer principalmente por películas en inglés y es una figura preeminente en esa industria. La segunda película que dirigió, Code of Silence, cuyo tema son las violaciones en Nigeria, fue estrenada en 2015.

## Biografía
Isong, que es la primogénita de cuatro hermanos, nació el 5 de septiembre en el área del gobierno local de Ikono del Estado de Akwa Ibom en Nigeria. Obtuvo una licenciatura en Artes Teatrales de la Universidad de Calabar. Obtuvo un diploma en informática del Instituto de Ciencias de la Computación (NCR).
Es muy celosa de su vida privada y prefiere mantenerse fuera del alcance del público así que rara vez concede entrevistas. Esto se debe a que desea que su trabajo se valore solo por sus méritos sin que su vida personal influya en sus espectadores. Isong está casada con Misodi Akama con quien tuvo gemelos en 2016. Tiene otro hijo de una relación anterior.

## Trayectoria
La carrera de Isong en el cine comenzó en 1994 cuando escribió el guion y coprodujo la película Jezebel. Su primera producción en solitario fue la película Breaking Point de1996. Luego trabajó con Remmy Jez durante ocho años como productora de sus películas, hasta 2008. Fue en este año cuando coprodujo la película Reloaded (2008).
Ha escrito o producido películas como Reloaded, Breaking Point, She Devil, A Minute To Midnight, Play Boy, Private Sin, Master Stroke, Rumours, Shattered Illusion y Promise Me Forever y el guion de Emotion Crack (2003), el último de los cuales se proyectó en el Festival de Cine Africano en la ciudad de Nueva York. También ha trabajado en películas realizadas en idioma yoruba y es una figura preeminente de esa industria. Las películas en las que Isong ha participado son conocidas por ser el lanzamiento de varios talentos de Nollywood, incluidos Stephanie Okereke y Dakore Egbuson, entre otros.
En 2014, Isong dirigió su primer largometraje Champagne, que se estrenó en Silverbird Galleria en la Isla Victoria de Lagos. En agosto de 2015, lanzó la película Code of Silence, su segundo largometraje, que dirigió y produjo en colaboración con la Royal Arts Academy y Nollywood Workshop, una ONG internacional que tiene como objetivo fomentar el cambio en la sociedad mediante el uso de películas. La película, que trata sobre la violación en Nigeria, está protagonizada por Makida Moka, Patience Ozokwor, Ini Edo y Omoni Oboli.
La experiencia de Isong en la industria del cine también le permitió ser elegida como ponente en la serie de clases magistrales Afrinolly y también como jurado para el cortometraje MTN Afrinolly en 2013. En sus películas, Emem Isong intenta sobre todo emocionar a la audiencia.

## Legado
Isong también ha sido catalogada como una inconformista en el movimiento New Nollywood, integrada por cineastas que no sólo están interesados en producir películas sino también en producir películas que pueden ser consideradas de culto y artísticas. Estas películas se clasifican generalmente por un esfuerzo adicional hecho por los cineastas para asegurar que no sólo los métodos, sino también las herramientas de producción empleadas por los cineastas son de calidad. Ya no se trata de producir por producir, sino de producir por el arte. Estas películas también están hechas para tener un atractivo no sólo nacional, sino también internacional, ya que normalmente se estrenan en cines de Nigeria y en cines extranjeros. Este cambio de la producción de vídeo doméstico a la proyección en cine es también una categoría de este movimiento de New Nollywood.
Es conocida por su papel en la fundación de la Royal Arts Academy en 2010 y su posterior función como directora ejecutiva de la academia. La Royal Arts Academy que fundó con Uduak Oguamanam, Anietie Isong y la actriz Monalisa Chinda, tiene su sede en Surulere, Estado de Lagos, Nigeria. La academia se ha encargado de proporcionar a sus estudiantes las herramientas necesarias para participar en todos los aspectos de la creación y producción de películas. La academia se dedica a formar estudiantes que no solo puedan competir y sobresalir en la industria cinematográfica nigeriana, sino también en la industria cinematográfica internacional. Además de enseñar a los estudiantes lo que necesitan para comenzar una carrera en la industria del cine, la academia también les brinda a los estudiantes la oportunidad de ganar fondos para ayudarlos a comenzar su carrera produciendo películas que el público en general pueda ver.

## Filmografía
Los créditos cinematográficos de Isong incluyen:

### Productora
| Título                    | Año  |
| ------------------------- | ---- |
| Ayamma                    | 2016 |
| Don't Cry For Me          | 2015 |
| Apaye                     | 2014 |
| Knocking on Heaven's Door | 2014 |
| Forgetting June           | 2013 |
| Silver Lining             | 2012 |
| I'll Take My Chances      | 2011 |
| Kiss and Tell             | 2010 |
| Bursting Out              | 2010 |
| Holding Hope              | 2010 |
| Memories of War           | 2010 |
| Edikan                    | 2009 |
| Reloaded                  | 2008 |
| A Time To Love            | 2007 |
| Unfinished Business       | 2007 |
| Yahoo Millionaire         | 2007 |
| Games Men Play            | 2006 |
| Traumatised               | 2006 |
| Behind Closed Doors       | 2005 |
| Darkest Night             | 2005 |
| Endless Lies              | 2005 |
| Games Women Play          | 2005 |
| Girls in the Hood         | 2005 |
| I Feel U                  | 2005 |
| Men Do Cry                | 2005 |
| Critical Decision         | 2004 |
| For Real                  | 2004 |
| Masterstroke              | 2004 |
| Promise Me Forever        | 2004 |
| Private Sin               | 2003 |
| Breaking Point            | 1996 |
| Jezebel                   | 1994 |

### Guionista
| Título               | Año  |
| -------------------- | ---- |
| I'll Take My Chances | 2011 |
| Bursting Out         | 2008 |
| Heartbeats           | 2008 |
| Reloaded             | 2008 |
| A Time to Love       | 2007 |
| Unfinished Business  | 2007 |
| Yahoo Millionaire    | 2007 |
| Games Men Play       | 2006 |
| Blind Obsession      | 2005 |
| Darkest Night        | 2005 |
| Fragile Pain         | 2005 |
| I Feel U             | 2005 |
| Enslaved             | 2004 |
| Promise Me Forever   | 2004 |
| Emotional Crack      | 2003 |
| Jezebel              | 1994 |

### Directora
| Título          | Año  |
| --------------- | ---- |
| Champagne       | 2014 |
| Code of Silence | 2015 |

## Premios y nominaciones
Los premios recibidos por Isong incluyen:
- Premio ZAFAA, en la categoría de Mejor Productor por la película Memories of my Heart (2010).
- Wow Divas, Contribución sobresaliente para crear Conciencia, Comprensión y Esperanza para los afectados por el trastorno del espectro autista y abogar por ellos a través de su película Silver Lining (2012).
- Premio Eloy, al mejor productor de películas del año por I'll Take My Chances (2011).
- Best of Nollywood, Premio de reconocimiento especial.
- Premios Ntanla, Premios al Mérito de la Industria.
- Premios Integrity Film Awards de Nigeria (HomeVida) en la categoría Family / Child Friendly Category para la película Knocking on the Heavens Door (2014).
- Africa Movie Awards en la categoría de Mejor guionista por la película Reloaded (2008).
- Premio de los ciudadanos en las categorías de Mejor productor del año y Mejor guion para la película Reloaded (2008).